# ام‌وی آکویتی (۱۹۴۵)
ام‌وی آکویتی (۱۹۴۵) (به انگلیسی: MV Aqueity (1945)) یک کشتی بود که طول آن ۱۹۳ فوت (۵۸٫۸۳ متر) بود. این کشتی در سال ۱۹۴۵ ساخته شد.